# Стів Меслер
Стів Меслер (англ. Steve Mesler, 28 серпня 1978) — американський бобслеїст, олімпійський чемпіон.
Стів Меслер виступає на міжнародних змаганнях із бобслею з 2001 року. До бобслею займався десятиборством. На чемпіонаті світу 2009 року він виборов дві медалі — золоту та бронзову. Олімпійську золоту медаль та звання олімпійського чемпіона Меслер здобув на Олімпіаді у Ванкувері в складі четвірки США.